# D. J. Mitchell
William Douglas Mitchell (né le 13 mai 1987 à Winston-Salem, Caroline du Nord, États-Unis) est un lanceur droitier des Ligues majeures de baseball. Il est présentement agent libre.

## Carrière
Athlète évoluant à l'Université de Clemson, D. J. Mitchell est un choix de dixième tour des Yankees de New York en 2008.
Le lanceur droitier fait ses débuts dans le baseball majeur le 1er mai 2012 comme lanceur de relève avec les Yankees. Il lance quatre manches et deux tiers en trois sorties pour New York. Le 23 juillet 2012, il est avec Danny Farquhar, un autre lanceur droitier, transféré aux Mariners de Seattle contre le voltigeur Ichiro Suzuki. Il ne joue pas pour les Mariners et redevient agent libre le 13 avril 2013.